# Décembre 1978

## Événements
- 4 décembre : création du système monétaire européen (SME). Il entre en vigueur le 13 mars 1979 avec huit membres (le Royaume-Uni restant en dehors).

- 6 décembre : référendum Constitutionnel en Espagne. La constitution est adoptée par 87,87 % de voix OUI sur 67,11 % des inscrits.

- 16 décembre : établissement de relations diplomatiques entre la Chine et les États-Unis.

- 18 - 22 décembre[1] : liberté religieuse au Tibet. Le panchen-lama Choekyi Gyaltsen reprend ses fonctions. Il exhorte plusieurs fois le dalaï-lama à revenir dans son pays.

- 18 - 22 décembre : troisième plénum du XIe Comité central en Chine[2]. Retour au pouvoir de la ligne Deng Xiaoping. Il lance les Quatre modernisations.
  - Réforme agraire en République populaire de Chine. Suppression des communes et de la collectivisation des campagnes. Les paysans reçoivent des lots de terres avec des baux de longue durée d’au moins quinze ans ; leurs revenus dépendent désormais de leur travail. En contrepartie, l’État exige qu’ils livrent des quantités déterminées de produits agricoles pour nourrir les citadins, à des prix fixés à l’avance, mais nettement plus élevés que ceux pratiqués auparavant. Les paysans disposent du surplus comme ils l’entendent. La production agricole augmente et se diversifie : entre 1978 et 1984, la production de grains augmente de 5 % par an moyenne (2 % entre 1957 et 1978), celle de la viande progresse de 80 %. L’argent afflue dans les zones rurales, le niveau de vie progresse rapidement : maison en briques, téléviseurs, appareil électroménagers. Entre 1979 et 1984, la consommation réelle par tête chez les paysans progresse de 8,7 % par an, tandis que chez les résidents non agricoles, elle augmente de 5,8 %. Les disparités de revenus s’atténuent entre urbain et ruraux, bien que les campagnes restent en moyenne plus pauvres. Des zones de misère subsistent cependant dans les régions reculées, tandis qu’une population flottante sous-employée va chercher du travail en ville.

- 19 décembre : panne électrique géante en France à l'origine à Bezaumont (Meurthe-et-Moselle) à la suite d'une défaillance sur une ligne à très haute tension de 400 000 volts. La réaction en chaîne s'est ensuite propagée à une grande partie du réseau électrique du pays pendant une durée de 4 heures.

- 21 décembre : 
  - échec des négociations SALT II à Genève.
  - détournement du vol TWA 541 aux États-Unis.

- 22 décembre[3] : nouvelle Constitution en Thaïlande.

- 25 décembre - 12 janvier 1979 : guerre Cambodge-Viêt Nam. À la suite du massacre par les Khmers rouges de la population vietnamienne installée au Cambodge et des attaques lancées contre les villages vietnamiens, le Viêt Nam, soutenu par les dissidents du F.U.N.S.K (Front uni national de salut du Kampuchéa) envahit le Cambodge.

- 27 décembre : 
  - mort du président putschiste algérien Houari Boumédiène des causes de sa maladie rare.
  - Constitution de l'Espagne[4].

## Naissances
- 1er décembre : Camille Cottin, actrice française .
- 2 décembre : 
  - Nelly Furtado, chanteuse luso-canadienne.
  - Christopher Wolstenholme, bassiste de Muse.
- 6 décembre : Arnaud Ducret, comédien et humoriste français.
- 7 décembre : Shiri Appleby, actrice américaine.
- 8 décembre : Ian Somerhalder, acteur américain.
- 13 décembre : Guillaume Carcaud, acteur français.
- 17 décembre : Manny Pacquiao, boxeur et personnalité politique philippin.
- 18 décembre : Katie Holmes, actrice américaine.
- 21 décembre : Alberto Ammann, acteur argentin.
- 23 décembre : Estella Warren, top-modèle et actrice canadienne.
- 25 décembre : Paula Seling, chanteuse roumaine.
- 26 décembre : Pavel Wroblewski, programmateur et homme d'affaires russe.
- 27 décembre : Lisa Jakub, actrice et productrice canadienne.

## Décès
- 8 décembre : Golda Meir, ancienne première ministre d'Israël.
- 27 décembre : Houari Boumediène, homme politique algérien (° 23 août 1932).
- 31 décembre : Nicolau dos Reis Lobato, homme politique et résistant timorais (° 24 mai 1946).